# Fijita leveri
Fijita leveri är en stekelart som beskrevs av Boucek 1988. Fijita leveri ingår i släktet Fijita och familjen puppglanssteklar.
Artens utbredningsområde är Fiji. Inga underarter finns listade i Catalogue of Life.